# 雜食鈎齒脂鯉
雜食鈎齒脂鯉，為輻鰭魚綱脂鯉目脂鯉亞目脂鯉科的其中一個種，分布於南美洲秘魯Ucayali河支流流域，體長可達6.7公分，棲息在底中層水域，生活習性不明。

## 扩展阅读
維基物種上的相關：雜食鈎齒脂鯉